# Maniototo Plain

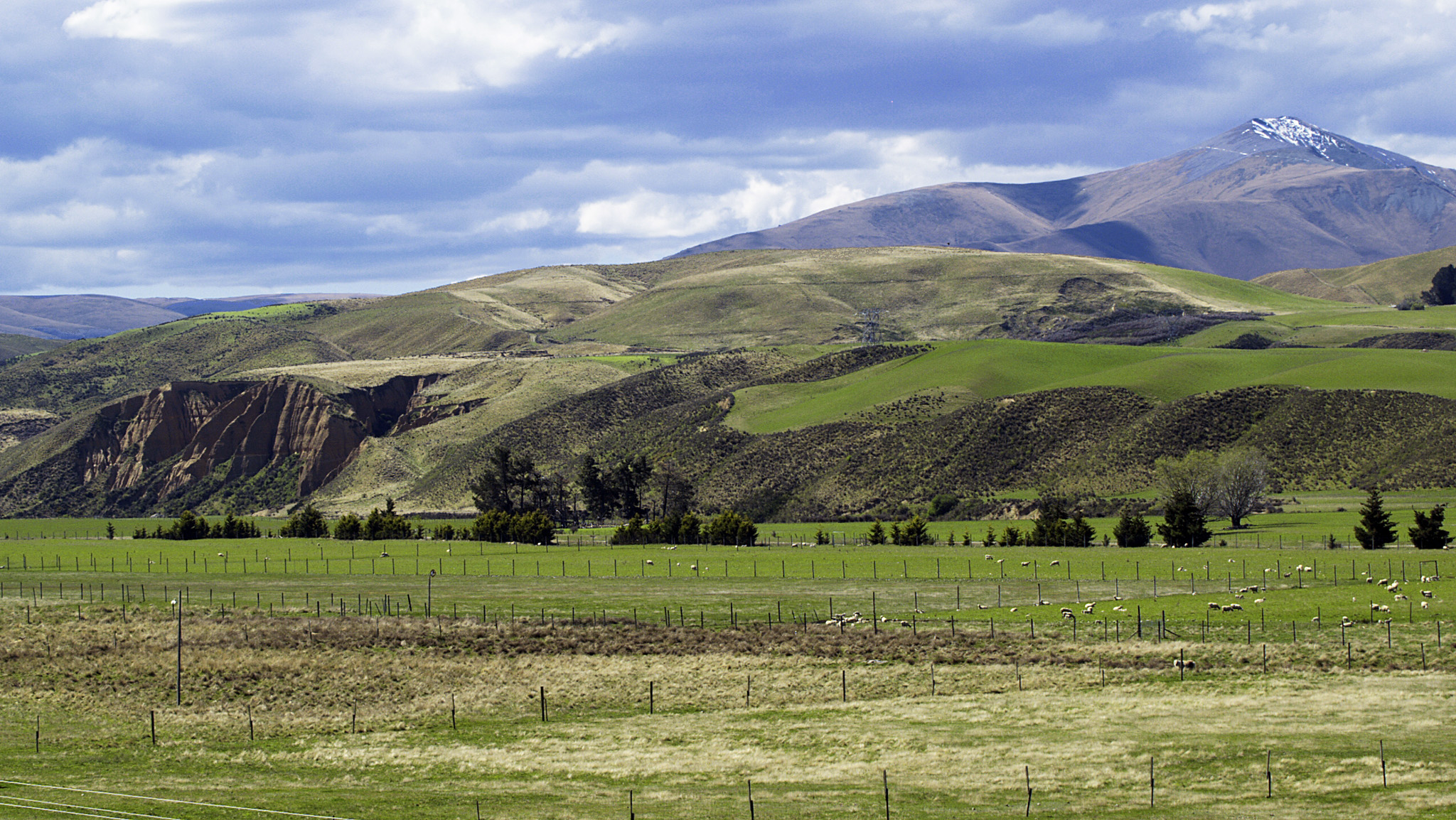
Maniototo Plain mit Teil der Ida Range

Die Maniototo Plain ist eine von einer Berglandschaft umschlossene fruchtbare Ebene in Otago auf der  Südinsel Neuseelands.

## Geografie
Die Maniototo-Ebene liegt in Central Otago verläuft in nordöstlicher Richtung zwischen den Rough Ridge im Westen und den Rock and Pillar Range im Osten. Der Norden wird von den Ida Range und den Kakanui Mountains umschlossen. Durch die Ebene fließt der Taieri River und stellt mit seinen vielen Zuflüssen die Bewässerung der Ebene sicher. Die größte und zweitgrößte Stadt in der Ebene sind Ranfurly und Naseby. Ranfurly liegt direkt an dem New Zealand State Highway 85, der die Ebene im nördlichen Teil durchquert.

## Geschichte
Es gibt keine Nachweise, dass Māori in der Maniototo Plain gesiedelt haben. Wohl aber zogen sie durch das Land, auf ihrer Reise zur Westküste um Pounamu, Greenstone oder auch NZ Jade genannt, zu finden. Auf ihrer Reise jagten sie den Moas (heute ausgestorben) und hinterließen Erdöfen für die Zubereitung des Hāngī. Ferner gibt es Beweise, dass Maori in der Gegend um Oturehua, 26 km von Ranfurly entfernt, Quarz für die Herstellung von scharfen Werkzeugen abgebaut haben.
Die Maniototo-Ebene wurde, wie alle Teile Otagos, in der Mitte des 19. Jahrhunderts von Europäern besiedelt und bekam ihren Boom mit dem Goldrausch in Otago (1861–1863). Farmer und Goldsucher besiedelten das Land. Die Bildung von Städten in der Ebene bekam Aufschwung durch den Bau der Eisenbahnlinie Otago Central Railway Line, von Dunedin nach Cromwell, wodurch der Bauabschnitt von Middlemarch bis Clyde zwischen 1891 und 1907 die Gründung der Städte Kokonga, (1897), Ranfurly (1897), Waipiata (1898) und Wedderburn (1900) hervorrief, letztere als Bahn- und Postkutschen-Station, die mit 570 m der höchstgelegene Ort auf dieser Bahnreise wurde.
Nach dem Rückgang des Goldbergbaus und mit der Einstellung der Eisenbahnverbindung von Middlemarch nach Cromwell im Jahre 1980 wurde es ruhiger in der Maniototo-Ebene. Was schließlich noch blieb, war die Farmwirtschaft.

## Natur und Landschaft
Die Landschaft der Maniototo Plain ist, obwohl Neuseeland aus Inseln besteht, einer Art Kontinentalklima ausgesetzt. Bei durchschnittlich nur 66 Regentagen fallen zwischen 300 mm und 600 mm Niederschlag. Die Sommer sind mit bis zu 35 Grad Celsius sehr warm und die Winter können auch schon mal Temperaturen bis −15 Grad Celsius hervorbringen.
Trotz des relativ geringen Niederschlages besteht die Ebene aus fruchtbarem Land. Gletscherablagerungen und die Wasserversorgung durch den Taieri stellten dies sicher. Weite Teile des Landes sind von Tussock bewachsen, welches in Neuseeland in 16 verschiedenen Formen aktuell vertreten ist.

## Nutzung
Noch heute stellt die landwirtschaftliche Nutzung und die Schafzucht die Haupteinnahmequelle der Einwohner dar. In den letzten Jahren kam noch die Milchwirtschaft und vor allem ein stetig ansteigender Tourismus hinzu. Touren für Touristen werden gerne angeboten und stellen für die Einheimischen eine zusätzlich gute Einnahmequelle dar.
Der Taieri River wird mit seinen Nebenflüssen intensiv für den Angelsport genutzt.